# Histórias da Minha Área
Histórias da Minha Área é o quarto álbum de estúdio do rapper brasileiro Djonga. Lançado no dia 13 de março de 2020, o álbum teve uma grande repercussão no cenário chegando a receber o disco de ouro da ONErpm, e após seu lançamento Djonga fez história ao se tornar o primeiro brasileiro a ser indicado ao prestigiado BET Hip Hop Awards, premiação musical focada na cultura negra.
Cinco jovens encarando os próprios corpos no chão foi a imagem escolhida para ilustrar a capa do álbum. A escolha critica a violência cotidiana e contrapõe as estatísticas, combinando com o trabalho, que narra as histórias do lugar em que o cantor nasceu. Com Daniel Assis assinando a fotografia da capa, produzido por Coyote Beatz, mixado por Arthur Lima e Djonga supervisionando tudo, o disco foi lançado em 13 de março, após um ano do último lançamento.

## Estrutura do álbum
Uma das coisas que chamou atenção além das músicas foi a capa. Na foto, se vê Djonga e jovens vestidos com camisas de time e tênis caros da Nike, como se tivessem “ostentando” seus kits, em uma viela ou beco, enquanto outros jovens estão caídos aparentemente baleados no chão. Em dezembro de 2020, a capa do álbum foi escolhida como a mais bonita do ano pela RapTV.
O rapper falou um pouco mais sobre seu novo disco e a arte de capa: “Quando eu conto a história da minha área, acho que conto a história de todas as áreas do Brasil que se parecem com de onde eu vim. Vocês sabem do que eu to falando, pelo menos quem veio de lá sabe do que eu to falando, quem não cresceu preso dentro de casa vai entender o que eu to falando, só não é garantia que vão gostar do que eu to falando. Eu amo meus irmão que toparam fazer parte da capa: Pedrinho, Pedro, Marcos e Luiz Felipe. Neném ia gostar de tá aqui hoje. Sexta feira 13. Histórias da Minha Área!”.
Sobre o nome do Álbum, Djonga conta que: "É um disco que o título dele veio depois, normalmente penso antes o título, a ideia e o conceito, e, depois, começo a fazê-lo. Dessa vez, foi o contrário, o conceito foi surgindo, o título veio surgindo do meio para o fim. Fui descobrir exatamente sobre o que tava falando. Percebi que estava contando sobre as histórias da minha área ali. Eu tinha colocado um outro nome no começo, eu achava que falaria da parada, mas no meio do caminho percebi que estava contando muito as histórias da minha área e o quanto que aquilo era importante para mim naquele momento".

## Faixas
O álbum teve uma sonoridade diferente dos outros álbuns do rapper, com elementos do funk e participações que vão desde nomes conhecidos como MC Don Juan na faixa "Mania", até Bia Nogueira na introdução de "O Cara de Óculos", NGC Borges e FBC na faixa "Gelo", e Cristal na faixa "Deus Dará".
Além de letras pesadas e com críticas afiadas como por exemplo em "Hoje Não", uma das faixas mais adoradas pelo público, chamada "Procuro Alguém", fala sobre a filha do cantor, que nasceu pouco tempo antes do lançamento do álbum.
1. "O Cara de Óculos" (4:10)
2. "Não Sei Rezar" (3:03)
3. "Oto Patamá" (3:58)
4. "Todo Errado" (3:18)
5. "Gelo" (3:49)
6. "Hoje Não" (3:40)
7. "Mania" (3:07)
8. "Procuro Alguém" (3:34)
9. "Deus Dará" (3:48)
10. "Amr Sinto Falta da Nss Ksa" (2:17)

## Repercussão
A divulgação do álbum foi atípica por conta da pandemia de COVID-19, por não ocorrer shows no Brasil todo, e mesmo assim o álbum teve uma repercussão grande e muitas visualizações nas plataformas digitais, obtendo até mesmo 3 faixas no Top 5.
"A obra chama atenção por estampar de forma crua a realidade das ruas, particularmente nas comunidades periféricas. Fala de morte, mas também de como a juventude preta no Brasil pode e está contrariando as estatísticas permanecendo viva. Acumulando os relatos, testemunhos e ensinamentos da trajetória que começou nos saraus de poesia da capital mineira" disse o portal Mídia Ninja.
Já o site G1 citou: "Djonga não quer andar na linha. Em seu quarto disco, "Histórias da minha área", ele faz rap com um vocal rasgado que parece de funk melódico, o rapper não quer seguir padrões de estilo e nem ditar regras sociais".